# Ruby Gloom
Ruby Gloom (também chamado de Assombrosa Ruby ou Rubi Assombrosa em Portugal) foi um programa de televisão de animação baseado em uma franquia de vestuário. Produzido pela Nelvana, o programa começou a ser exibido em 13 de outubro de 2006 no Canadá na YTV. O programa é protagonizado Sarah Gadon, Emily Hampshire e Peter Keleghan.
No Brasil, a série estreou em 9 de junho de 2007 no Boomerang. Em Portugal, a série estreou em 8 de abril de 2009 na RTP 2 e mais tarde em 2010 no Canal Panda.

## Origem da franquia
A franquia, com o título Ruby Gloom, fora responsável por dar origem ao programa de televisão. Criada pela empresa americana Mighty Fine, a franquia foi vendida internacionalmente. Ruby Gloom começou como uma linha de papelaria, caracterizada por estojos e mochilas, eventualmente ampliados para uma linha de roupas, chaveiros e brinquedos de pelúcia. A franquia foi originalmente destinada para um público gótico. No entanto, a franquia seria mais tarde adaptada para as crianças.
A franquia também produz livros: Ruby Gloom's Keys to Happiness (2004) e dois calendários (2004 e 2005).

## Enredo
Ruby Gloom é uma pequena menina com o cabelo vermelho brilhante com um vestido preto com vermelho e meias listradas. Seu gato de estimação é Doom Kitty; a menina é descrita como "a garota mais feliz do mundo" e conhecida por ser protagonista da série.